# Limonum (ville romaine)
Limonum est le nom latin d'une cité gallo-romaine qui devint par la suite la ville de Poitiers dans le département de la Vienne.

## Sources
L’histoire du Limonum antique commence à être de mieux en mieux connue. Le centre ancien de Poitiers fait l’objet d’une soixantaine de fouilles archéologiques entre 1974 et 2014, mais son histoire gauloise est encore très parcellaire.

## Histoire

### L'oppidum des Pictones
La ville existait déjà à l'arrivée de César, sous la forme d'un oppidum celte nommé Lemonum ou Limonum, terme qui serait issu du gaulois lemo- ou limo-, orme (cf. vieil irlandais lem, orme), même racine indo-européenne que le latin ulmus qui a donné orme ; Lemonum signifierait « l'ormeraie »,,.

### La conquête romaine
La ville gauloise n’a pas encore été retrouvée par les archéologues. Quelques fouilles ont permis de retrouver des trous de poteaux et fonds de cabanes, indiquant des bâtiments, ainsi que des objets et la tête d’une statuette qui a pu orner une porte de la ville gauloise. Quelques indices remontent au IIe siècle av. J.-C..
Les Pictons étant partagés entre le soutien à Jules César et celui à Vercingétorix, la ville eut à subir un siège en 51 av. J.-C. Le chef des Andes, Dumnacos, rassemblant ses guerriers et les Pictons anti-Romains, assiégèrent le chef du parti de César, le Picton Duratios. L’intervention des légats Caius Caninius et Caius Fabius obligea Dumnacos à lever le siège.

### La ville gallo-romaine pendant le Haut-Empire
La ville fut réaménagée selon le modèle romain, comme partout en Gaule, avec cardo et decumanus se coupant à angle droit ; les rues principales font jusqu’à 15 m de large (en comptant 3,5 à 3,75 m pour les trottoirs), les rues de moindre importance entre 4 et 8 m. Le centre de la ville était doté de deux thermes et de temples, avec des aménagements qui débutent dès les années 30 av. J.-C., soit moins de vingt ans après la Conquête ; le forum n’a pas été retrouvé. Au Ier siècle, l’urbanisation se développe et déborde sur la rive droite du Clain. Également au début du Ier siècle, la ville est dotée d’un amphithéâtre de grande taille (156x130 m) (détruit presque entièrement en 1857) ; la ville possédait aussi un arc de triomphe similaire à celui d’Orange. L’alimentation en eau était assurée par deux aqueducs construits au Ier siècle, renforcés d’un troisième au IIe siècle, qui desservaient les maisons aisées, les thermes et au moins une fontaine publique (vestiges aux Arcs de Parigny). Le tout donnant un statut de premier plan à la ville, qui pouvait compter environ 16 000 habitants.
Il est de plus en plus admis qu'au IIe siècle de notre ère, la ville fut la capitale de la province d'Aquitaine. D’une part l’on sait que Burdigala (Bordeaux) ne fut capitale qu’au IIIe siècle, d'autre part aucune inscription ne mentionne plus Mediolanum Santonum (Saintes), première capitale de la province, comme ayant toujours ce statut au IIe siècle. L'aristocratie de la cité est alors riche et très bien intégrée à l'empire romain : Marcus Sedatius Severianus, originaire de Poitiers d'après une inscription trouvée à Limonum, entre au sénat de Rome, puis devint consul suffect en 153 et est connu par plusieurs autres inscriptions dans diverses provinces de l'Empire .
À la fin du IIe siècle, un quartier de Lemonum est frappé par un incendie : plusieurs boutiques-ateliers artisanaux sont détruites et abandonnées. La ville apparaît sur la table de Peutinger à 42 lieues de Caesarodunum (Tours). De nouveaux thermes sont encore construits au IIIe siècle, et un quatrième ensemble se trouvait aussi hors les murs. Quartier Saint-Éloi, un fanum du Ier siècle a été remplacé par un temple du IIe siècle.
Quelques tombes d’animaux de compagnie témoignent de l’attachement qui liaient les habitants à leurs compagnons : on a retrouvé un chien ainsi inhumé, ainsi qu’un singe cercopithecinae.

### La rétractation de la ville au Bas-Empire
À partir des dernières décennies du IIIe siècle et jusqu’au début du IVe siècle (en tout cas les travaux sont achevés en 350), une épaisse muraille fut construite autour de la ville sur 2,6 kilomètres. De six mètres d'épaisseur à la base (les fondations s’enfoncent de deux mètres dans le sol) et de dix mètres de hauteur (en comptant les fondations), elle est construite avec des blocs de pierre taillée tirés des temples, thermes, tombes, ce qui en fait un trésor archéologique pour les inscriptions qu’on peut y trouver. Le mur est précédé d’un large fossé de 9 mètres de large pour 4 de profondeur. Côté intérieur de la ville, un agger formé des déblais de démolition des bâtiments préexistants sur le tracé de la muraille fait plusieurs dizaines de mètres de large : il permet aux renforts de se déplacer rapidement, ou de disposer des catapultes. La ville est réduite au sommet et flanc est du promontoire, mais malgré la réduction drastique de sa surface (l’amphithéâtre est laissé hors de l’enceinte, par exemple), la superficie enclose est l'une des plus grandes du Bas-Empire (42 ha), ce qui est probablement dû à la topographie du site.
Saint Hilaire évangélisa la ville au IVe siècle. Les fondations du baptistère Saint-Jean datent de cette époque. La cité prit ensuite le nom définitif de Poitiers, en rapport avec le peuple des Pictons.
Au Ve siècle des troupes de fédérés Taïfales et Sarmates y furent cantonnées.

## Vestiges

### L'amphithéâtre
L'amphithéâtre pouvait accueillir de 20 000 à 30 000 personnes selon les estimations.

### La muraille du Bas-Empire
Des vestiges de la muraille du Bas-Empire (IIIe siècle - IVe siècle) sont visibles dans le square des Cordeliers, rue des Carolus, dans la médiathèque.

### Le baptistère Saint-Jean
Le baptistère Saint-Jean est l'un des plus anciens monuments chrétiens de Gaule dont l'origine remonte à la deuxième moitié du IVe siècle et au début du Ve siècle.

### Les collections gallo-romaines du musée Sainte-Croix
Le Musée Sainte-Croix possède des collections archéologiques préhistorique, antique et médiévale. Il conserve entre autres :
- une statue la Minerve de Poitiers,  en marbre d'après un original grec (?) découvert à Poitiers en 1901 (Ier – IIe siècle ap. J.-C.) ;
- la base d'un monument honorifique dédié à Marcus Sedatius Severianus (IIe siècle) ;
- des sculptures indigènes d'époque romaine ;
- une série de verres d'époque romaine ;
- des objets de parure antiques ;
- l'épitaphe de Claudia Varenilla (IIe s.)[21] etc.

### Les temples de la Z.A.C. de Saint-Éloi

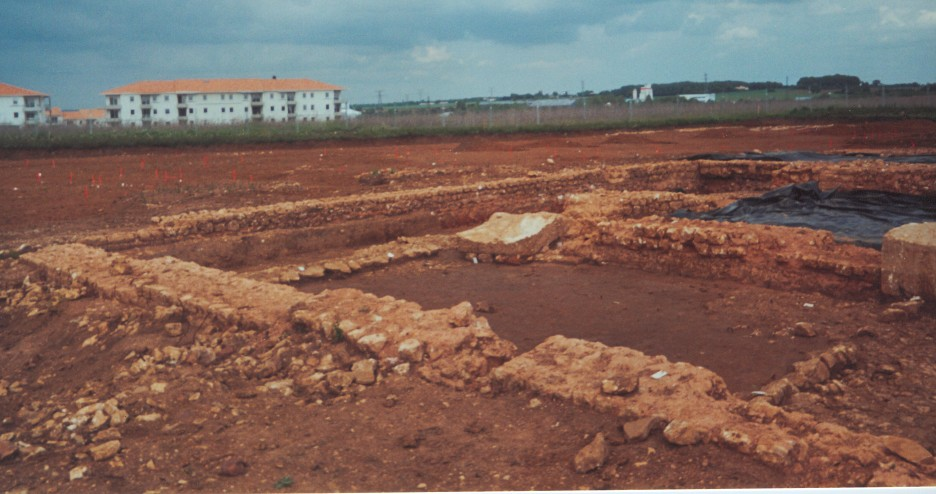
Fondations du temple gallo-romain

Des fouilles archéologiques ont permis de mettre au jour en 2005, les vestiges de deux temples, dont l'emplacement, à l'écart de l'agglomération antique de Poitiers (Lemonum) reste inexpliqué. Le plus ancien et le plus petit (environ 100 m2) est du type fanum, à cella carrée entourée d'une galerie de circulation. Deux états au moins s'y sont succédé, à partir du Ier siècle. 
À l'est de ce premier temple, un second, plus vaste (450 m2) et plus monumental, est d'époque gallo-romaine. Il était pourvu de colonnes (six en façade, au moins six autour de la cella), d'un escalier, d'un pronaos, et d'une galerie faisant le tour sur trois faces de la cella. Ses fondations descendent jusqu'à 2,10 mètres en dessous du sol.
La datation du site est encore incertaine : le premier temple daterait de la fin du Ier siècle av. J.-C., le second des dynasties des Julio-Claudiens, des Antonins et des Sévères.
Ont également été mis au jour, plusieurs structures : silos, fosses, et un puits empierré au sommet. Trois sépultures en pleine terre ont également été retrouvées, dont une contenant trois femmes.